# Henri Mestrez
Henri Mestrez (Bressoux, 20 juli 1900 – ?, 28 november 1959) was een Belgisch componist en dirigent.

## Levensloop
Mestrez was eerst kapelmeester bij de militaire muziekkapel van de 2e Infanterie Brigade geweest en kreeg op 22 mei 1946, toen de Belgische sectie van de Britse Royal Air Force ontbonden was, de opdracht, met muzikanten, vanuit andere militaire muziekkorpsen, het "Militair Muziekkorps van Brussel" te vormen. In februari 1947 werd de naam officieel veranderd in "Muziekkapel van het Belgisch Militair Vliegwezen" en vanaf 1949 heet het korps "Muziekkapel van de Belgische Luchtmacht". Voor dit korps componeerde Mestrez zijn wel bekendste mars in 1947, de Mars Van de Belgische Luchtmacht - Marche de la Force Aerienne Belge, waarvan de melodie van het trio afkomstig is van de British Royal Air Force March Past. Het is de officiële mars van dit Belgische militaire muziekkorps. In 1951 ging hij met pensioen en werd opgevolgd door Jean-François Redouté. Naast zijn werkzaamheden als militaire kapelmeester was hij ook dirigent van diverse civiele blaasorkesten zoals van de Koninklijke Harmonie Sainte Cécile Eijsden.